# 256797 Benbow
256797 Benbow è un asteroide della fascia principale. Scoperto nel 2008, presenta un'orbita caratterizzata da un semiasse maggiore pari a 2,3139322 UA e da un'eccentricità di 0,0674433, inclinata di 6,13687° rispetto all'eclittica.
Dal 18 febbraio al 17 maggio 2011, quando 269484 Marcia ricevette la denominazione ufficiale, è stato l'asteroide denominato con il più alto numero ordinale. Prima della sua denominazione, il primato era di 249160 Urriellu.
L'asteroide è dedicato alla Taverna Ammiraglio Benbow dove abita Jim Hawkins, il protagonista de L'isola del tesoro.